# Kraftwerk Hagenwerder
Das Kraftwerk Hagenwerder (ab 1960 Kraftwerk „Völkerfreundschaft“) war ein Kraftwerk in Hagenwerder, ab 1994 einem Stadtteil von Görlitz im Osten von Sachsen. Das Kraftwerk wurde mit Braunkohle aus dem Berzdorfer Becken befeuert, welches zum Oberlausitzer Braunkohlerevier gehört. Zur Gewinnung dieser Kohle wurde in den 1950er-Jahren der Tagebau Berzdorf neu aufgeschlossen.

## Geschichte
Erste Pläne für den Bau eines Kohlekraftwerkes bei Leuba entstanden während des Ersten Weltkrieges im Jahre 1915. Ein Jahrzehnt später erwog die Deutschen Petroleum-Aktiengesellschaft als Besitzerin des Braunkohlenwerkes Berzdorf einen Kraftwerksbau. 1938 wurde zum dritten Mal ein Kraftwerksprojekt bei der Grube Berzdorf diskutiert.
Der erhöhte Elektroenergiebedarf während des Zweiten Weltkrieges führte zur Entscheidung für den Bau eines Einheitskraftwerkes bei Berzdorf. Am 12. April 1943 begann die MEW mit den Arbeiten zur Errichtung des Kraftwerkes Berzdorf. Bei dem als „kriegwichtig“ eingestuften Projekt kamen mehr als 1000 Kriegsgefangene zum Einsatz. Wegen der herannahenden Ostfront mussten die Arbeiten im Frühjahr 1945 eingestellt werden. Nach Kriegsende erfolgte die Demontage des unvollendeten Kraftwerkes Berzdorf im Zuge der Reparationen an die Sowjetunion.
Der Energiebedarf für den industriellen Aufbau in der DDR führte 1951 zur Erarbeitung eines neuen Projektes für ein Großkraftwerk Berzdorf am Standort der Bauruinen des Kraftwerkes Berzdorf. 1956 begannen die Arbeiten als Bau der Jugend, in Hagenwerder und Weinhübel wurden Bauarbeiterunterkünfte errichtet. Im Jahr darauf erfolgte der Bau einer Ladenstraße und eines Ambulatoriums in Hagenwerder. Zu dieser Zeit waren etwa 700 Bauarbeiter bei dem Kraftwerksbau beschäftigt. Der erste Zug mit Braunkohle fuhr am 28. Juni 1958 zum Kraftwerk. Am 14. Juli 1958 brach im Kraftwerk ein Ölbrand aus, bei dem 20.000 l Öl in Flammen standen. Die feierliche Einweihung des Kraftwerkes Hagenwerder mit einer Leistung von 50 MW erfolgte am 15. August 1958. Im Jahre 1960 erhielt das Kraftwerk den Namen Kraftwerk Völkerfreundschaft.
1963 erfolgte der Bau eines zweiten Kraftwerkes mit 100-MW-Blöcken, wonach das alte Kraftwerk als Völkerfreundschaft I bezeichnet wurde. Die Leistung des Kraftwerkes I wurde später noch auf 300 MW erhöht. Im Jahre 1974 ging das Kraftwerk Völkerfreundschaft III, bei dem erstmals in der DDR zwei 500-MW-Kraftwerksblöcke zu einem 1000-MW-Baustein zusammengeschaltet wurden, nach vierjähriger Bauzeit ans Netz. Mit einer Gesamtleistung von 1500 MW Leistung gehörte das Kraftwerk Völkerfreundschaft zu den größten Braunkohlekraftwerken in Europa. Der VEB Kraftwerk „Völkerfreundschaft“ Hagenwerder als Betreiber der Kraftwerksanlage gehörte ab 1980 dem Kombinat Braunkohlekraftwerke an.
Im Endausbau hatte das Werk, dessen dritter Block einen 250 Meter hohen Kamin erhielt, eine Leistung von 1500 MW.
Nach der deutschen Wiedervereinigung wurde 1991 zunächst das veraltete Kraftwerk I abgeschaltet. Im Jahre 1996 wurde das Kraftwerk II außer Betrieb gesetzt. Da die Braunkohlevorräte aus dem Tagebau Berzdorf einen weiteren Betrieb von mindestens 15 Jahren nicht mehr erlauben würden, wurde auch das Kraftwerk III am 28. Dezember 1997 stillgelegt. Zum Zeitpunkt seiner Stilllegung hatte das Kraftwerk 608 Beschäftigte. Später erfolgte sukzessive der Abriss und Sprengung der Kraftwerksanlagen. Als letzter Teil wurde am 5. Dezember 2015 das Maschinenhaus und der Bunkerschwerbau des Kraftwerkes III gesprengt.